# Municipio de St. Charles (Illinois)
El municipio de St. Charles (en inglés: St. Charles Township) es un municipio ubicado en el condado de Kane, en el estado estadounidense de Illinois. En el censo del año 2010 tenía una población de 50,854 habitantes. Tiene una población estimada, en 2019, de 51,789 habitantes.

## Geografía
El municipio de St. Charles se encuentra ubicado en las coordenadas 41°56′29″N 88°19′16″O / 41.94139, -88.32111. Según la Oficina del Censo de los Estados Unidos, el municipio tiene una superficie total de 92.08 km², de la cual 90.18 km² corresponden a tierra firme y (2.07%) 1.91 km² es agua.

## Demografía
Según el censo de 2010, había 50854 personas residiendo en el municipio de St. Charles. La densidad de población era de 552,27 hab./km². De los 50854 habitantes, el municipio de St. Charles estaba compuesto por el 89.35% blancos, el 2.04% eran afroamericanos, el 0.16% eran amerindios, el 3.69% eran asiáticos, el 0.05% eran isleños del Pacífico, el 2.98% eran de otras razas y el 1.72% pertenecían a dos o más razas. Del total de la población el 9.09% eran hispanos o latinos de cualquier raza.